# Lajos Dávid
Lajos Dávid   (Cluj-Napoca, 28 de maig de 1881 - Leányfalu, 9 de gener de 1962) va ser un matemàtic i historiador de les matemàtiques hongarès.

## Vida i Obra
Dávid va fer els seus estudis a Kolozsvár (actual Cluj-Napoca, Romania). El 1889 va ingressar a la facultat de ciències de la universitat de la seva ciutat, en la qual es va doctorar el 1903 amb una tesi sobre Gauss dirigida per Ludwig Schlesinger. L'any següent va obtenir el títol de professor de física i matemàtiques. Després de fer de professor de secundària i de fer el servei militar, va estar el curs 1905-1906 a la universitat de Göttingen ampliant estudis.
En retornar a Hongria, va ser professor a Székelyudvarhely (actual Odorheiu Secuiesc, Romania) des de 1908 fins a 1912. El 1910 va obtenir una plaça de professor a la universitat de Kolozsvár, cosa que el va obligar a esta viatjant setmanal o quinzenalment entre ambdues ciutats durant dos anys. En esclatar la Primera Guerra Mundial (1914) va ser cridat a files, però va ser descartat per malaltia. Es va traslladar a Budapest on va impartir classes d'història de les matemàtiques i, a partir de 1919, va ser professor de l'Escola Estatal de Formació de Professors.
El 1925 va ser nomenat professor de la universitat de Debrecen en la qual va romandre fins al 1940 formant el primer grup de recerca en història de les matemàtiques a Hongria. Entre 1940 i 1944 va ser el últim professor de matemàtiques de la universitat hongaresa de Kolozsvár i director del seu Institut de Matemàtiques. El juny de 1944 Kolozsvár va patir un terrible bombardeig i Dàvid va decidir endur-se la família a una petita casa de poble de Leányfalu (uns 30 km. al nord de Budapest), però a Budapest no se li van reconèixer els seus mèrits: va treballar al Institut Geofísic Nacional i al Museu Nacional Hongarès fins al 1950 en que va ser obligat a jubilar-se.
Dávid va publicar més de 50 obres sobre àlgebra, teoria de funcions i història de les matemàtiques. De especial importpancia van ser els seus estudis sobre la vida i la obra de János i Farkas Bolyai que es va materialitzar en dos llibres: A két Bolyai élete és munkássága (Vida i Obra dels dos Bolyai) (1923, reeditat el 1979) i Bolyai-geometria az Appendix alapján (La geometria de Bolyai basada en l'Apèndix) (1944, reeditat el 1992). En ells afirmava el paper precursor que havien jugat en la teoria de la relativitat.